# ギュナイ滝美
ギュナイ 滝美（ぎゅない らあら、2009年1月13日 - ）は、日本の子役、モデル。オスカープロモーション所属。

## 人物
- 日本とトルコのハーフである。3人兄弟で兄と弟がいる。
- 天才てれびくんでは、2018年4月の天才てれびくんYOUからてれび戦士を務め、2023年3月まで5年間務めた[1]。
  - 天才てれびくんhello,で、2022年3月にソニア、大谷紅緒と、MTK「圧倒的」（作詞・作曲はあっこゴリラ）を歌唱。
- 2023年、オスカープロモーションの晴れ着撮影会に初参加[2]。

## 出演作品

### バラエティー
- 天才てれびくんシリーズ（NHK Eテレ） - てれび戦士
  - 天才てれびくんYOU（2018年4月2日 - 2020年4月2日）
  - 天才てれびくんhello,（2020年4月6日 - 2023年3月29日）
- 超無敵クラス（2023年5月14日 - 、日本テレビ）

### CM
- エバラ食品工業「浅漬けの素」浅漬けイモト篇
- エポック社「シルバニアファミリー」

### 雑誌
- 講談社「おともだち」
- 講談社「おともだちピンク」

### スチール
- マスセット
- イオン チラシ
- バンダイ「Go!プリンセスプリキュア」パッケージ
- カメラのキタムラ
- バンダイ「魔法つかいプリキュア!」パッケージ

### WEB
- ワタベウェディング
- 日本コカ・コーラ「ハロウィーン篇」

### PV
- 西内まりや「Hello」

### 映画
- 電エースカオス（2023年12月22日、エクストリーム）[1][3]